# Stalybridge Celtic FC
Stalybridge Celtic FC är en fotbollsklubb från orten Stalybridge i England i Storbritannien. Stalybridge Celtic FC bildades 1909.
Under två säsonger 1921-22 och 1922-23 spelade man i the Football League Division tre norra.